# Rally de Cerdeña
El Rally de Cerdeña (en italiano: Rally d'Italia-Sardinia) es una carrera de rally que se disputa desde el año 2004 en la isla mediterránea de Cerdeña, Italia. Sustituyó al Rally de San Remo como fecha italiana del Campeonato Mundial de Rally y se corre en caminos angostos e irregulares en las montañas que rodean las ciudades de Alghero y Olbia sobre superficies de gravilla.
La primera edición se celebró en octubre, en la misma época que el Rally de San Remo solía tener lugar y desde 2005, en el mes de mayo. La edición 2010 no fue válida para el mundial, debido a la política de rotación de fechas de ese certamen y fue puntuable para el Intercontinental Rally Challenge pero en 2011 regresó al calendario mundialista.

## Palmarés
| Año         | Edición                             | Piloto             | Copiloto          | Automóvil              | Series |
| ----------- | ----------------------------------- | ------------------ | ----------------- | ---------------------- | ------ |
| 2004        | 1º Supermag Rally d'Italia Sardegna | Petter Solberg     | Phil Mills        | Subaru Impreza WRC     | WRC    |
| 2005        | 2º Supermag Rally d'Italia Sardegna | Sébastien Loeb     | Daniel Elena      | Citroën Xsara WRC      | WRC    |
| 2006        | 3º Rally d'Italia Sardegna          | Sébastien Loeb     | Daniel Elena      | Citroën Xsara WRC      | WRC    |
| 2007        | 4º Rally d'Italia Sardegna          | Marcus Grönholm    | Timo Rautiainen   | Ford Focus WRC         | WRC    |
| 2008        | 5º Rally d'Italia Sardegna          | Sébastien Loeb     | Daniel Elena      | Citroën C4 WRC         | WRC    |
| 2009        | 6º Rally d'Italia Sardegna          | Jari-Matti Latvala | Miikka Anttila    | Ford Focus WRC         | WRC    |
| 2010        | 7º Rally d'Italia Sardegna          | Juho Hänninen      | Mikko Markkula    | Škoda Fabia S2000      | IRC    |
| 2011        | 8º Rally d'Italia Sardegna          | Sebastien Loeb     | Daniel Elena      | Citroën DS3 WRC        | WRC    |
| 2012        | 9º Rally d'Italia Sardegna          | Mikko Hirvonen     | Jarmo Lehtinen    | Citroën DS3 WRC        | WRC    |
| 2013        | 10º Rally d'Italia Sardegna         | Sébastien Ogier    | Julien Ingrassia  | Volkswagen Polo R WRC  | WRC    |
| 2014        | 11º Rally d'Italia Sardegna         | Sébastien Ogier    | Julien Ingrassia  | Volkswagen Polo R WRC  | WRC    |
| 2015        | 12º Rally d'Italia Sardegna         | Sébastien Ogier    | Julien Ingrassia  | Volkswagen Polo R WRC  | WRC    |
| 2016        | 13º Rally d'Italia Sardegna         | Thierry Neuville   | Nicolas Gilsoul   | Hyundai i20 WRC        | WRC    |
| 2017        | 14º Rally d'Italia Sardegna         | Ott Tänak          | Martin Järveoja   | Ford Fiesta WRC        | WRC    |
| 2018        | 15º Rally d'Italia Sardegna         | Thierry Neuville   | Nicolas Gilsoul   | Hyundai i20 Coupe WRC  | WRC    |
| 2019        | 16º Rally d'Italia Sardegna         | Dani Sordo         | Carlos Del Barrio | Hyundai i20 Coupe WRC  | WRC    |
| 2020        | 17º Rally d'Italia Sardegna         | Dani Sordo         | Carlos Del Barrio | Hyundai i20 Coupe WRC  | WRC    |
| 2021        | 18º Rally d'Italia Sardegna         | Sébastien Ogier    | Julien Ingrassia  | Toyota Yaris WRC       | WRC    |
| 2022        | 19º Rally d'Italia Sardegna         | Ott Tänak          | Martin Järveoja   | Hyundai i20 N Rally1   | WRC    |
| 2023        | 20º Rally d'Italia Sardegna         | Thierry Neuville   | Martijn Wydaeghe  | Hyundai i20 N Rally1   | WRC    |
| 2024        | 21º Rally d'Italia Sardegna         | Ott Tänak          | Martin Järveoja   | Hyundai i20 N Rally1   | WRC    |
| 2025        | 22º Rally d'Italia Sardegna         | Sébastien Ogier    | Vincent Landais   | Toyota GR Yaris Rally1 | WRC    |
| [ 1 ] [ 2 ] |                                     |                    |                   |                        |        |

## Vencedores
| # | Piloto             | Victorias | Años                         |
| - | ------------------ | --------- | ---------------------------- |
| 1 | Sébastien Ogier    | 5         | 2013, 2014, 2015, 2021, 2025 |
| 2 | Sébastien Loeb     | 4         | 2005, 2006, 2008, 2011       |
| 3 | Thierry Neuville   | 3         | 2016, 2018, 2023             |
| 3 | Ott Tänak          | 3         | 2017, 2022, 2024             |
| 4 | Dani Sordo         | 2         | 2019, 2020                   |
| 5 | Mikko Hirvonen     | 1         | 2012                         |
| 5 | Juho Hänninen      | 1         | 2010                         |
| 5 | Jari-Matti Latvala | 1         | 2009                         |
| 5 | Marcus Grönholm    | 1         | 2007                         |
| 5 | Petter Solberg     | 1         | 2004                         |